# Kommandoserien
Kommandoserien var en svensk serietidning som gavs ut av Centerförlaget från 1962 till 1969. Sammanlagt gavs 176 nummer, med 60 till 68 sidor, ut varannan vecka (i veckorna däremellan gavs "systertidningen" Seriebiblioteket ut). Formatet var så kallat "biblioteksformat" eller "pocketformat" (12-13x17 cm) och innehållet, som bestod av krigsserier, vanligen med en handling från andra världskriget, hämtades från brittiska serietidningar som War Picture Library.